# Шикман, Анатолий Павлович
Анато́лий Па́влович Ши́кман (род. 12 марта 1948) — советский и российский историк и преподаватель. Один из авторов «Книга: энциклопедия», "Московская энциклопедия".

## Биография
Родился в Москве в семье американца по рождению и еврея по происхождению Павла (Пола) Морисовича Шикмана. Его дед, родившийся в Польше, эмигрировал вместе с женой в 1913 году в Канаду, затем — в США, а в 1931 году, вместе с детьми, Полом и Нормой, — в СССР.
После окончания восьми классов он пошёл работать: был шофером, грузчиком, библиотекарем, работал в театре. Одновременно учился в вечерней школе. После службы на флоте поступил на исторический факультет МГПИ имени В. И. Ленина, который окончил в 1975 году. Преподавал историю в школах, работал старшим научным сотрудником в Центральном государственном архиве древних актов. В 1986 году был приглашён на работу Л. И. Мильграмом, директором московской гимназии № 45. В 1981 году появились его первые публикации в журналах, газетах и сборниках по истории, библиографии, культуре, педагогике; в 1988 году А. П. Шикман написал первый очерк истории спецхрана (Совершенно несекретно // Советская библиография. — 1988. — № 6. — С. 3—12.), положивший начало ряду фундаментальных работ по истории советской цензуры. В 1997 году вышел его фундаментальный биографический справочник «Деятели отечественной истории». 
В 2008 году по состоянию здоровья оставил преподавательскую деятельность. 
В 2016-м эмигрировал в США.
В 2022-м получил американское гражданство.

## Книги
С 1989 года опубликовал девять книг.
- Улица Кирова, 7. — М.: Московский рабочий, 1989. — 61 с. — (Биография московского дома). — 60 000 экз. — ISBN 5-239-00179-0.
- Обелиск в Александровском саду: Жизнь великих социалистов. — Просвещение, 1990. — (Книга для учащихся старших классов).
- Деятели отечественной истории: Биографический справочник. — М.: АСТ, 1997. — ISBN 5-15-000087-6, ISBN 5-15-000089-2.
- Открытие истории / Книга для школьников. — М.: Московский лицей, 2000. — ISBN 5-7611-0220-X.
- История России. Школьный биографический словарь. — М.: «ЭКСМО-Пресс», 2001.
- Кто есть кто в российской истории: биографический словарь-справочник. — М.: «Вагриус», 2003.
- Конспект времени. Труды и дни Александра Ратнера / Сост. А. Рейтблат и А. Шикман. — М.: «Новое литературное обозрение», 2007. — (HISTORIA ROSSICA).[7]
- Шикман А.П. Николай Морозов. Мистификация длиною в век. — М.: Весь Мир, 2016. — 288 с. — ISBN 978-5-7777-0623-2.
- Что вспомнилось. -  M-Graphics Publishing. Бостон. 2022.

Прочие труды
- Храбровицкий А. В. Очерк моей жизни. Дневник. Встречи. / Вступит. статья, сост., подготовка текста и коммент. А. П. Шикмана. — М.: НЛО, 2012. — 384 с.